# 艾登 (土耳其)

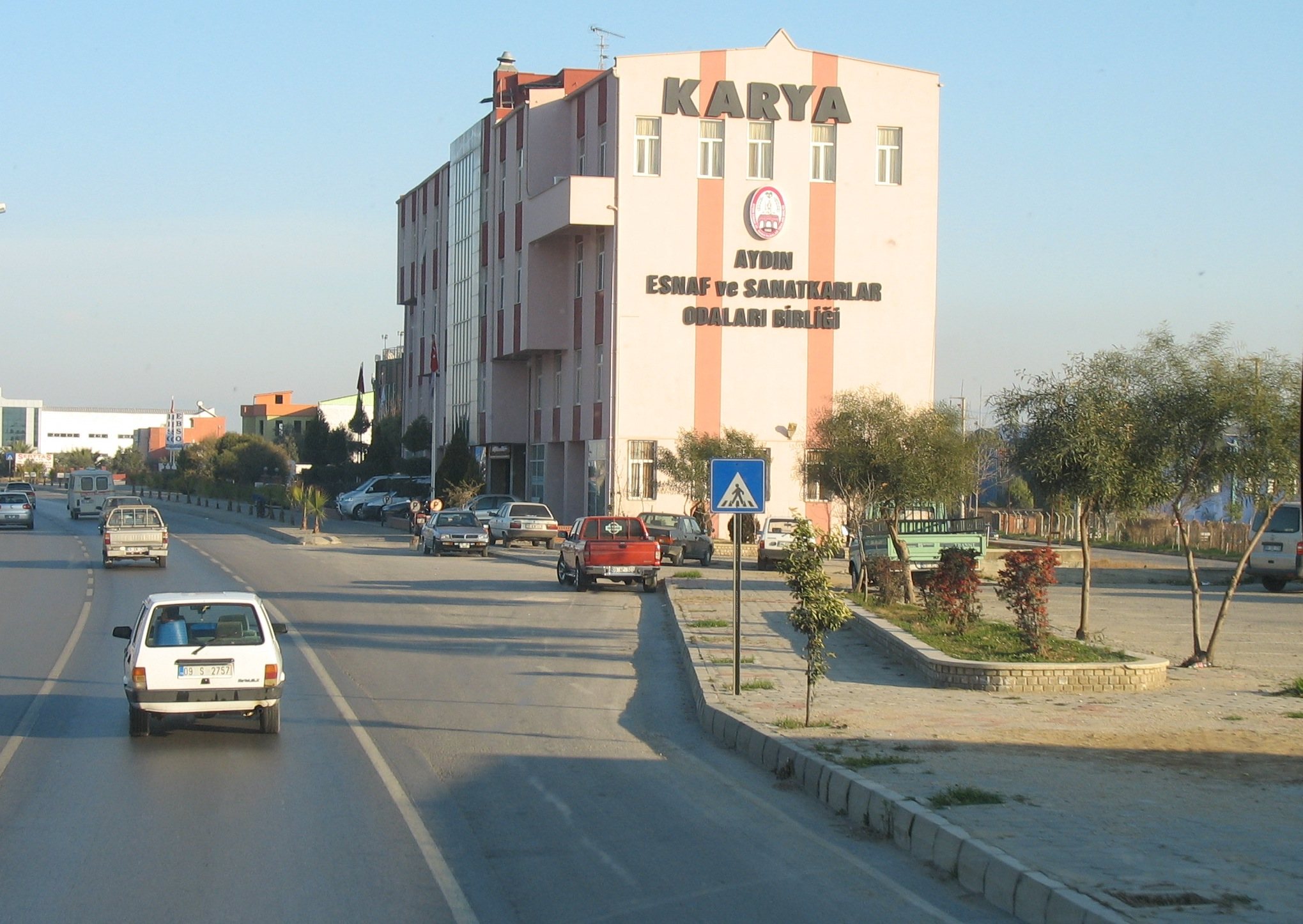
艾登

艾登是土耳其的城鎮，也是艾登省的首府，位於該國西南部，面積1,582平方公里，海拔高度59米，受地中海氣候影響，每年平均降雨量651毫米，2010年人口188,337。

## 友好城市
- 法國 蒙特罗福约讷

## 外部連結
- Tralleis Excavations （土耳其文）
- Photo Gallery of Aydin
- Hazlitt's Classical Gazetteer （页面存档备份，存于）
- . . New York: Robert Appleton Company. 1913.
- Tralles （土耳其文）
- Tralles Photos （土耳其文）

37°50′40″N 27°50′45″E / 37.8444°N 27.8458°E